# Phyllotis anitae
Phyllotis anitae és una espècie de mamífer rosegador de la família dels cricètids que viu a l'Argentina. Aquesta espècie és coneguda a partir de sis exemplars que foren capturats entre el 2001 i el 2003 a una altitud de 2.316 metres al sud de Hualinchay, al departament de Trancas i la província de Tucumán. És el parent més proper de Phyllotis osilae. Es tracta d'una espècie rara. Phyllotis anitae és simpàtric amb Abrothrix illuteus, Akodon lutescens, Akodon simulator, Akodon spegazzinii, Andinomys lineicaudatus, Phyllotis osilae i espècies no identificades d'Akodon, Oligoryzomys, Oxymycterus i Thylamys.
El pelatge de l'esquena és de color gris fosc que es va tornant més clar a la part inferior del cos. Les orelles, de mida mitjana, estan cobertes amb pèls de color marró fosc a negre. Els peus foscos estan coberts amb pèls espessos i curts. Els dits i la part superior dels peus inferiors són de color blanc.
Aquest tàxon fou anomenat en honor de la zoòloga Anita Kelley Pearson.